# Metaalindustrie in Finspång

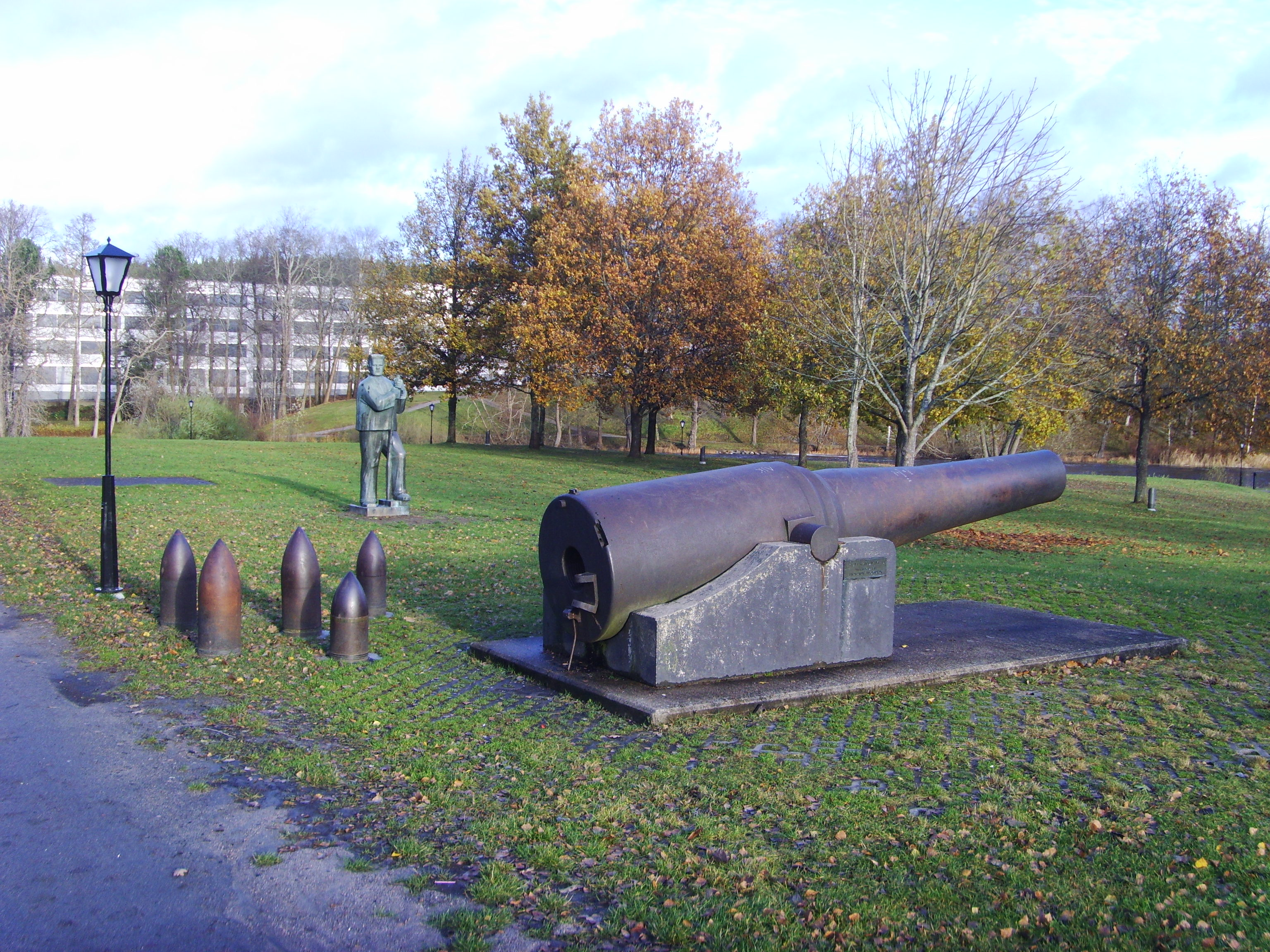
24 cm kanon M/70

De metaalindustrie in Finspång was ongeveer drie eeuwen lang de grootste kanongieterij van Zweden, gelegen in het noorden van Östergötland. Sinds 1573 was daar een klein bruk, een Zweedse naam voor een plaats waar grondstoffen worden veredeld. Toen behoorde het aan het koningshuis. Van 1587 tot 1599 behoorde het aan de Nederlander Wellam de Wijk, waarna het opnieuw in het bezit kwam van het koningshuis.